# La Fontaine (Indiana)
La Fontaine es un pueblo ubicado en el condado de Wabash, Indiana, Estados Unidos. Según el censo de 2020, tiene una población de 798 habitantes.

## Geografía
La localidad está ubicada en las coordenadas 40°40′26″N 85°43′19″O / 40.67389, -85.72194 (40.673893, -85.722023). Según la Oficina del Censo de los Estados Unidos, La Fontaine tiene una superficie total de 1.58 km², correspondientes en su totalidad a tierra firme.

## Demografía
Según el censo de 2020, hay 798 personas residiendo en La Fontaine. La densidad de población es de 505.06 hab./km². El 91.10% de los habitantes son blancos, el 0.63% son afroamericanos, el 0.51% son amerindios, el 0.75% son asiáticos, el 0.75% son de otras razas y el 6.27% son de una mezcla de razas. Del total de la población, el 2.76% son hispanos o latinos de cualquier raza.